# HR 6384
Désignations
HR 6384, également désignée HD 155341 ou V829 Arae, est une étoile binaire de la constellation de l'Autel. Le système est faiblement visible à l'œil nu avec une magnitude apparente combinée de 6,153 et il est localisé à une distance approximative de 1 300 années-lumière (400 parsecs) de la Terre. Il se rapproche du Système solaire avec une vitesse radiale héliocentrique de −34 km/s.
Le système de HR 6384 semble être un binaire proche en interaction avec un composant secondaire chaud de type spectral A ou plus chaud. C'est une étoile variable ellipsoïdale suspectée avec une période de 80 jours et une amplitude variable de 0,08 en magnitude. Le composant primaire est une géante rouge ou une géante lumineuse de type spectral M1/M2II/III, qui est dans la branche asymptotique des géantes. Avec l'épuisement de l'hydrogène dans son noyau, elle s'est étendue et fait plus de 160 fois le rayon du Soleil. Elle rayonne 3 562 fois la luminosité du Soleil et sa température effective est de 3 562 K.